# れおぱーど・すくーる!
『れおぱーど・すくーる！』（れおぱーど・すくーる）は、HiBiKi Radio Stationで配信していたインターネットラジオ番組。

## 概要
レオパード・スティール所属の新人声優「古賀 陽菜」「上高 涼楓」「三葉 彩夏」が大きく成長して羽ばたいていくために、ビシバシ！レッスンをして立派な声優になっていこう！というスパルタトーク育成番組。
番組当初は『愛理と菜々海と澤潟のれおぱーど・すくーる 〜ダメ出しください!〜』というタイトルの下、レオパード・スティール所属の新人声優、菅愛理・松元菜々海・澤潟詠里がお届けする楽しい！ 激しい！？ やかましい？？ スパルタトーク育成番組!として始まった。
2018年3月28日配信分で菅愛理が卒業し、上石直行がパーソナリティに加わった。
これに伴い、2018年4月4日配信分からは、番組名を『れおぱーど・すくーる〜Lesson2〜』に変更している。
2018年5月23日配信分で澤潟詠里が急遽卒業したことが告げられ

、5月30日配信分より古賀陽菜がパーソナリティに加わった。
2019年3月27日配信分で松元菜々海が卒業し、2019年4月3日配信分より上高涼楓がパーソナリティに加わり、タイトルも『れおぱーど・すくーる〜Lesson3〜こすげ塾』に変更。
2019年9月4日配信分より、上石直行に替わって三葉彩夏がパーソナリティーに加わり、タイトルは現在の『れおぱーど・すくーる！』に変更、新体制となった。
新体制となった第一回放送にて、姉妹番組として『私立LEOPARD・HighSchool！』、『公立れおぱーど・はいすくーる』がスタートすることが発表された。
2020年3月25日の配信をもって『れおぱーど・すくーる！』の放送を終了、2020年4月より『レオパは砕けない』配信開始。
2022年3月の配信をもって『レオパは砕けない』、『私立LEOPARD・HighSchool！』、『公立れおぱーど・はいすくーる』の配信終了。

## 配信日
- HiBiKi Radio Station
  - 毎週水曜 正午更新（2017年6月7日[6] - ）

ニコニコ動画にてアーカイブ配信も行っている。

## 終了時のパーソナリティ
- 古賀陽菜
- 上高涼楓
- 三葉彩夏

## 過去のパーソナリティ
- 菅愛理　（2018年3月28日配信分まで）
- 澤潟詠里　（2018年5月23日配信分まで）
- 松元菜々海　（2019年3月27日配信分まで）
- 上石直行　（2019年8月28日配信分まで）

## 終了時のコーナー
LS通信
ふつおたコーナー。
LS！あいうえお作文！！
リスナーから送られてきたあいうえお作文のテーマに沿って3人が協力して、 ストーリーを作り上げるというコーナー。
自分コマーシャル！！
「もっと皆さんに私たちを知ってほしい！ なら私たちを売り込むコマーシャルを自分たちで作っちゃおう！」というスーパーポジティブなコーナー。
LSオーディション！
声優ならばオーディションは必須事項！ 3人がリスナーから送られた「キャラクターイメージ」と「セリフ」をそれぞれ演じ、一番キャラクターイメージに近いことを競う実践コーナー。
写真テーマ
リスナーから寄せられたお題を元に写真を撮るコーナー。撮った写真は番組ページや公式ツイッターに掲載されている。

## 過去のコーナー
私はいったい何を引いたでしょう！
リスナーから募集した単語を挑戦者・ナビゲーターがトークの中で、相手に言わせるようにする誘導尋問的コーナー。
LS売店へようこそ！
リスナーから募集したお題のアイテムを挑戦者が2人に売り込むコーナー。キャラ設定付きで行う場合もある。1人が買いたいと思えば1ポイント、2人が買いたいと思えば3ポイント貰え、10ポイントたまるとご褒美が貰える。
しったかトーク？
お題の言葉について、知っていても知らなくてもしったかぶりしてトークするコーナー。
ザ・タレコミ
上石、古賀、上高の目撃情報を募集し、本当か嘘かジャッジするコーナー。
即回答!!押忍!
リスナーから送られた疑問や質問に即座に回答するコーナー。
男子飯
30秒～1分で作れる男らしい料理のレシピを上石が教えるコーナー。リスナーからは取りあげてほしい食材を募集している。
LS! コピーライター塾
リスナーから募集した本のタイトルに3人がキャッチコピーをつけるコーナー。
宿題!!
リスナーやスタッフ、3人が考えた宿題をこなしていくコーナー、宿題ができないと罰ゲームが課せられる。月の最終週にはポエムを披露している。これまでに澤潟が、お菓子禁止、1週間出演禁止などの罰を受けている。

## ゲスト
- 第16回 - 楠浩子[14]
- 第18回 - 松本賢一[15]
- 第28回 - 川口翔[16]
- 第38回 - 東海林亜祐[17]
- 第51回 - 日高未涼[18]、唐崎孝二[18]、竹下礼奈[18]、東海林亜祐[18]

## 私立LEOPARD・HighSchool！　公立れおぱーど・はいすくーる
れおぱーど・すくーる！予備校として同時スタートした番組。
パーソナリティーはLEOPARD STEELの所属声優・養成所である松濤アクターズギムナジウムの中からオーディションによって選ばれた。
当初は、予備校内で優秀者として選ばれると、「れおぱーど・すくーる！」パーソナリティーとして格上げになるとされていた。
ニコニコ動画の「れおぱーど・すくーる！」チャンネルにて、毎月第1・第3木曜日に『公立れおぱーど・はいすくーる』、毎月第2・第4木曜日に『私立LEOPARD・HighSchool！』が配信されていた。

## エピソード
- 第21回では菅と松元の誕生日会を開いた[19]。
- 第24回にてLS売店のコーナーで菅が初の10ポイントに到達し、ご褒美をもらっている。